# Lufira (Lualaba)
Der Lufira ist ein Nebenfluss des Lualaba im Südosten der Demokratischen Republik Kongo. Teile des Einzugsgebietes des Lufira wurden am 31. Oktober 2017 zu einem Ramsar-Schutzgebiet erklärt.

## Verlauf
Der Lufira entspringt auf dem Shaba-Plateau südlich von Likasi, nahe der Grenze zu Sambia. Er fließt etwa 500 km nordwärts durch die Bia-Berge und über den Kisalesee in den Lualaba.
Der Fluss ist nicht zu verwechseln mit dem gleichnamigen Fluss Lufira in Malawi.

## Energiegewinnung
Der Fluss wurde 1926 in Mwadingusha nahe Likasi zum Tshangalele-See begonnen aufzustauen, um mit einem Wasserkraftwerk Energie zu erzeugen.
Das Wasserkraftwerk Franqui Station an den Cornet Falls wurde 1930 fertiggestellt und hatte eine Leistung von 77.100 kVA. In dessen Nähe entstand 1950 ein weiteres, die Bia Station mit 46.800 kVA. Beide Anlagen wurden von der Union Minière zur Elektrizitätsversorgung des Bergbaus im Copperbelt errichtet.